# Arthaśastra

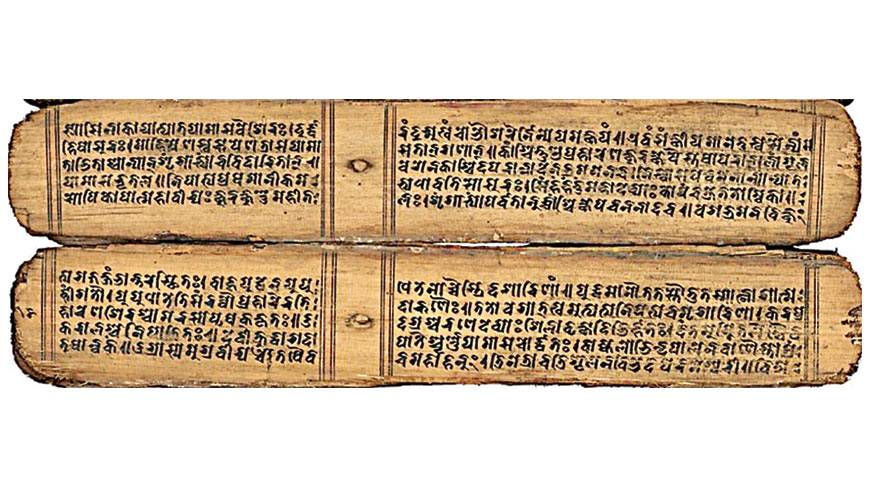
Arthaśastra

Arthaśastra (hindi अर्थशास्त्र ग्रन्थ) – pochodzący z IV wieku p.n.e. indyjski traktat (śastra) autorstwa Kautilji, spisany sanskrytem. Arthaśastra składa się z 15 ksiąg.

## Treść
Traktat poświęcony jest opisowi zagadnień dyplomacji, ekonomii, polityki oraz wojny. Kautilja dowodzi w nim, że w polityce zagranicznej nie liczą się trwałe związki i odwoływanie do ponadczasowych wartości. Wszystko ma być podporządkowane koniunkturze międzynarodowej oraz działaniom bieżącym, co z góry przekreśla trwałość sojuszy. Autor przypisuje też dużą rolę szpiegom i zdrajcom. Traktat zawiera też reguły prowadzenia wojny - jej rozpoczęcie ma być dopuszczalne jedynie w razie, gdy z analizy porównawczej obu stron wynika pewność zwycięstwa. Jego gwarantami są taki czynniki jak mądrość, plan, silna i dobrze wyszkolona armia, wysokie morale oraz ogólny potencjał. Kautilja dostrzega również związek pomiędzy łagodnym traktowaniem podbitej ludności a trwałością panowania nad nią.